# Sven Yckenberg (1770–1815)
Sven Yckenberg, född 25 juni 1770 i Vreta klosters församling, Östergötlands län, död 10 september 1815 i Linköping, Östergötlands län, var en svensk lektor.

## Biografi
Sven Yckenberg föddes 1770 i Vreta klosters socken. Han var son till kyrkoherden i Rappestads församling. Yckenberg studerade i Linköping och blev höstterminen 1789 student vid Uppsala universitet. Han avlade 1796 filosofie kandidatexamen och 13 juni 1797 magisterexamen. Yckenberg blev 4 juli 1801 kollega vid Linköpings trivialskola, 12 augusti 1807 konrektor och 26 augusti 1809 rektor. Han blev 12 januari 1811 lektor i philosophiae theoreticae vid Linköpings gymnasium. Yckenberg avled 1815 i Linköping och begravdes på gamla kyrkogården.

### Familj
Yckenberg gifte sig 6 oktober 1803 med Gustava Johanna Busser (1783–1828), dotter till förste teologie lektorn Busser. De fick tillsammans barnen Per Gustaf Yckenberg (1805–1823), Hedvig Charlotta Yckenberg (1807–1831), Carl Jacob Yckenberg (1809–1809), Sven August Yckenberg (1810–1830) och Catharina Margareta Amalia Yckenberg (född 1812) som var gift med aktuarien Lars Herman Wikblad i Stockholm.